# Alice Gardner
Alice Gardner (26 de abril de 1854 – 11 de novembro de 1927) foi uma historiadora inglesa. Suas publicações incluíram uma história do Newnham College, Cambridge.

## Vida
Gardner nasceu em Hackney, Londres, em 1854. Ela era uma entre seis filhos e dois de seus irmãos, Ernest Arthur Gardner e Percy Gardner, foram arqueólogos notáveis. Foi inicialmente educada em casa, mas depois estudou uma escola em Laleham, criada por Hannah Pipe em 1869. Ela foi para o Newnham College em Cambridge em 1876, onde foi orientada por Mandell Creighton. 
Ela escreveu e publicou vários livros importantes. A obra que marcou sua estreia foi Sinésio de Cirene: Filósofo e Bispo,  publicada pela SPCK em 1885. Depois ela publicou Julian: Imperador e Filósofo, Estudos em "João, o Escocês", (1900), Teodoro Estudita: sua Vida e Tempos (1905) e Os Lascáridas de Nicéia: a História de um Império no Exílio (1912).
Depois de deixar a faculdade, lecionou em Plymouth e Bedford College antes de retornar para liderar o departamento de história de sua alma mater até se aposentar em 1914. Durante a Primeira Guerra Mundial, atuou no Ministério das Relações Exteriores antes de assumir a direção do departamento de história da Universidade de Bristol em 1915, quando seu corpo docente havia sido convocado para o trabalho de guerra. Ela queria que esta universidade aspirasse aos padrões mais antigos de Cambridge. Em agradecimento, ela obteve um mestrado em 1918 e tornou-se Leitora (título acadêmico) em Bristol em 1920. Cambridge ainda não estava autorizada a conceder um diploma a uma mulher, mas a diretora de Newnham, Anne Clough, apoiou sua pesquisa na Ásia Menor e na Bulgária.
Gardner lecionava em Bristol em 1921, quando Newnham comemorou seu quinquagésimo aniversário. Nesse momento, Gardner publicou Uma Breve História do Newnham College, Cambridge.
Gardner morreu no Hospital Warneford em Oxford em 1927.
- Sinésio de Cirene: Filósofo e Bispo, 1885,
- Juliano: Imperador e Filósofo, 1895
- Estudos em "João, o Escocês", 1900
- Teodoro de Studium: sua vida e tempos, 1905
- Os Lascaridas de Nicéia, 1912
- Uma breve história do Newnham College, Cambridge, 1921[6]